# Lankesterella spannageliana
Lankesterella spannageliana là một loài thực vật có hoa trong họ Lan. Loài này được (Hoehne & Brade) Mansf. mô tả khoa học đầu tiên năm 1940.